# Mine de diamant Williamson
Pour les articles homonymes, voir Williamson.
La mine de diamant Williamson, en anglais  Williamson Diamond mine, aussi connue sous le nom de mine Mwadui, est une  mine de diamant située en Tanzanie, dans la région de Shinyanga ; elle est devenue célèbre en tant que première mine de diamant d'importance située hors d'Afrique du Sud. C'est un géologue canadien, John Williamson qui lança l'exploitation en 1940. Depuis lors, la mine a fonctionné sans interruption, ce qui en fait l'une des plus anciennes mines de diamant en fonctionnement continu du monde. Durant cette période, 19 millions de carats ont été extraits, soit 3 800 kilos de diamants.
Initialement propriété du Dr. Williamson, la mine a été nationalisée par la Tanzanie et est de nos jours détenue à hauteur de 75 % par la multinationale Petra Diamonds, le gouvernement tanzanien étant propriétaire des 25 % restants.

## Description
La mine de diamant de Williamson est une gigantesque mine à ciel ouvert profonde d'environ 90 mètres. Les opérations sur le site sont divisées en quatre branches: l'extraction proprement dite, le traitement des résidus pour récupérer les diamants non détectés, et celui des graves sur le site et dans les secteurs adjacents où ils sont présents dans les dépôts d'alluvions. L'extraction et le traitement des résidus sont les deux opérations les plus importantes. La mine emploie 1 100 personnes, principalement de nationalité tanzanienne, pour l'ensemble de ces tâches.

### Situation
La mine est située à environ 125 km au sud de la ville de Mwanza et 100 km de la rive méridionale du lac Victoria dans la région de Shinyanga. Williamson, le découvreur et premier propriétaire de la mine éponyme a appelé le site Mwadui d'après le nom d'un chef local. Williamson et Mwadui sont devenus des synonymes dans le monde des diamantaires.

### Géologie
La caractéristique géologique la plus significative de cette mine est la  présence d'une cheminée de kimberlite sur laquelle elle repose. Celle-ci, d'une superficie de 1,46 km2 au niveau du sol, place la mine parmi les plus rentables économiquement parmi celles qui exploitent des cheminées d'origine volcanique. Des prospections récentes conduites par De Beers ont démontré que la cheminée est composée de kimberlite pyroclastique et non de kimberlite hypabyssale, comme on le supposait auparavant. Cela laisse à penser que l'on pourrait poursuivre l'excavation jusqu'à une profondeur de 350 mètres contre 90 actuellement et même poursuivre les opérations encore plus bas grâce à des galeries souterraines. Néanmoins, les études se poursuivent et l'idée d'une exploitation souterraine reste entièrement spéculative.

## Production
L'extraction sur ce site est à l'heure actuelle caractérisée par une faible teneur en minerai de l'ordre de 6 carats pour cent tonnes (12 mg/t) extraites. Il s'agit d'une diminution significative par rapport aux premières années de fonctionnement. Durant les 25 premières années la proportion de minerai était de 30 carats pour cent tonnes (60 mg/t) mais pendant les toutes premières années la concentration en minerai montait à 62 carats pour cent tonnes (124 mg/t) soit 10 fois plus qu'actuellement. La production dans les années 1950 et 60 était généralement située entre 500 000 et 750 000 carats (100 et 150 kg) par an ; le pic de production fut atteint en 1966, quand 924 984 carats (185 kg) furent extraits de la mine. La production annuelle est actuellement de l'ordre de 300 000 carats (60 kg) par an.
Parmi les gemmes les plus célèbres extraites de cette mine figurent un diamant rose d'une grande pureté et de 54 carats (10,8 g) présenté à celle qui devint la reine d'Angleterre, la princesse Elizabeth et à Philip Mountbatten pour leur mariage en 1947, et un diamant de 388 carats (77,6 g) découvert en 1990.

## Histoire
L'industrie diamantifère dans le Tanganyika des années 1930 était caractérisée par la présence d'une série de petites mines sans grand impact sur l'économie de cette colonie britannique. Williamson fut impliqué dans l'une de ces opérations, à la mine de diamant Mabuki à partir de 1938. De là il mena des opérations de prospection et découvrit en 1940 la cheminée de kimberlite de Mwadui. Durant les sept années suivantes, il en développa l'exploitation bien malgré les difficultés rencontrées pour se procurer du matériel et lever des fonds en raison de la Seconde Guerre mondiale. Dès les années 1950, il avait fait de sa mine la plus importante mine de diamant de Tanzanie, disposant d'un équipement dernier cri et employant plusieurs centaines de mineurs. La mine était à la pointe des innovations technologiques de l'industrie diamantifère, développées sous la supervision de Williamson en personne et ce jusqu'à sa mort en 1958 à l'âge de 50 ans.
Les héritiers du géologue canadien vendirent la mine pour 4 millions de livres sterling à parts égales à la De Beers et au gouvernement colonial du Tanganyika le 13 août 1958. En 1971, après son indépendance, la Tanzanie décida de nationaliser la mine. Bien que les détails soient méconnus, De Beers et d'autres acteurs de l'industrie diamantifère indiquent que la production de la mine baissa significativement dans les années 1980 sous la conduite du gouvernement tanzanien. Les raisons invoquées sont la baisse en teneur de minerai de la mine, les meilleurs filons ayant déjà été exploités, le départ du personnel qualifié européen, l'embauche d'une main d'œuvre pléthorique en raison de la politique volontariste du gouvernement dans le domaine de l'emploi et de mauvais choix d'investissement pour l'équipement de la mine. En raison peut être de ces mauvais résultats, la Tanzanie invita la De Beers à reprendre une participation dans la mine, ce que l'entreprise accepta. En 1994, elle racheta 75 % de la mine, le solde restant aux mains de la Tanzanie.
Depuis 1994, De Beers a mis en place une politique visant à augmenter les performances de la mine. Elle a décidé de réduire le personnel, de faire les investissements nécessaires pour renouveler l'équipement et a fait bénéficier la mine de son expertise technologique. Bien que la mine soit toujours vue comme un acteur mineur du secteur en raison de sa faible teneur en minerai, De Beers a identifié plusieurs possibilités de développement qui permettraient d'assurer la pérennité de son exploitation dans le futur.
Le 14 septembre 2008, De Beers annonce la vente de sa participation dans la mine à l'anglais Petra Diamonds pour 10 million USD.